# Gare de Dublin Connolly
Pour les articles homonymes, voir Connolly.
Connolly Station est l'une des deux principales gares de chemin de fer de Dublin (avec la gare d'Heuston) en Irlande. 
Située au nord de la ville, la gare dessert les régions nord (Dundalk ainsi que Belfast Central), le nord-ouest (Sligo) et le sud-est du pays (Wexford et Rosslare). La ligne du DART passe aussi par cette gare. La gare est aussi le siège de nombreux services administratifs de Iarnród Éireann, la compagnie nationale de chemin de fer.

## Histoire
La gare a été inaugurée le 29 novembre 1844 sous le nom d’Amiens Street Station, du nom de la rue dans laquelle elle est située. À l’origine la gare ne desservait que la ligne ferroviaire vers Drogheda et ce n’est qu’en 1853 qu’elle fut prolongée jusqu'à Belfast. En 1891, les autorités irlandaises inaugurèrent la liaison avec la gare de Pearse au sud de la Liffey en jetant un pont métallique sur le fleuve, ce qui permettait de relier directement Belfast avec Wexford.
En 1966, pour le 50e anniversaire de l’Insurrection de Pâques 1916, la gare fut rebaptisée Connolly Station en hommage au patriote et révolutionnaire irlandais James Connolly.
À la fin des années 1990 la gare fut complètement restaurée et reconstruite en y insérant une zone commerciale et en repensant ses accès pour desservir le nouveau quartier d’affaires construit le long de la Liffey.
Depuis 2004 la gare est desservie par le Luas, le nouveau tramway de la ville de Dublin.

#### Tableau des départs

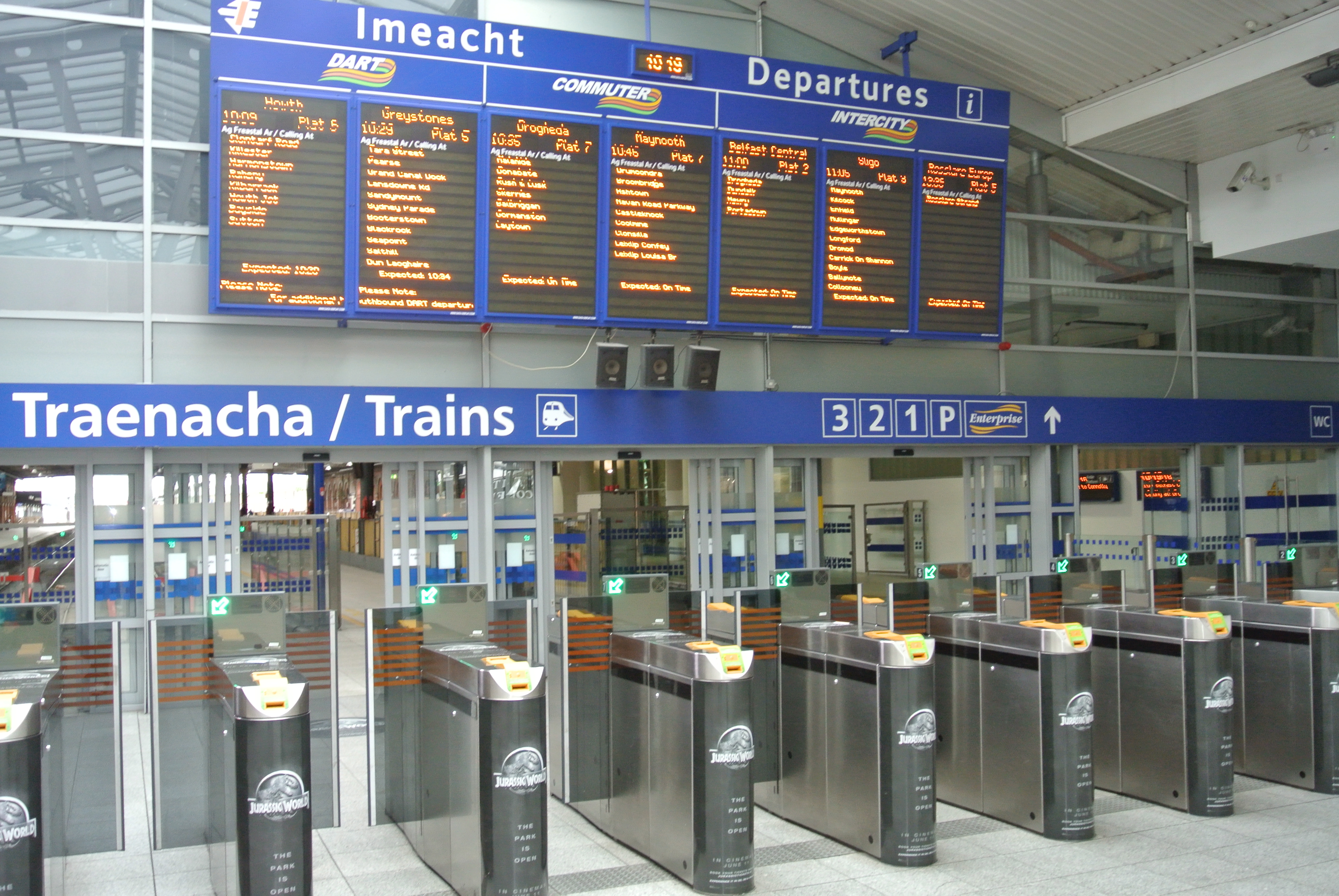
Tableau des départs

## Service des voyageurs

### Desserte

#### Liaison de Londres à Dublin
(juillet 2022).
Il existe un train direct reliant Londres (Gare d'Euston) à Chester, d'autres avec changement à Crewe pour Chester, dont la destination finale est Holyhead. La compagnie assurant cette liaison directe pour Londres s'appelle Virgin Trains et la compagnie s'arrêtant à Crewe, Arriva Trains Wales. Holyhead est le port assurant les traversées en bateaux à destination du Port de Dublin avec des compagnies maritimes comme Stena Line et Irish Ferries et de la liaison supprimée en septembre 2014 pour Dún Laoghaire, port près de Dublin. Le Port de Dublin est un port d'embarquement vers le Pays de Galles, grâce aux liaisons Dublin Bus (bus urbains) vers la gare de Dublin Connolly.

#### Dublin Area Rapid Transit
La gare est desservie par le Dublin Area Rapid Transit (Gare de Clontarf Road, Gare de Tara Street).